# Asplenium olivaceum
Asplenium olivaceum är en svartbräkenväxtart som beskrevs av Alan Reid Smith. Asplenium olivaceum ingår i släktet Asplenium och familjen Aspleniaceae. Inga underarter finns listade.